# Ilderedo
Ilderedo fue un religioso castellano que ocupó los cargos de obispo de Segovia y de Simancas.
Los escasos apuntes que se tienen sobre su biografía lo sitúan muy vinculado al Reino de León. Así, la primera noticia recogida lo sitúa en el año 940 con el cargo de obispo de Segovia, haciendo una donación a Oveco Núñez, obispo de León. Después aparece en el año 952 firmando una escritura junto a Odoario, obispo de Astorga, por la que el rey Ordoño III de León donó a la diócesis de León el lugar de Valderatario.
Claudio Sánchez Albornoz le hace gran privado de Ordoño III de León siendo todavía infante, en vida de su padre Ramiro II de León, tanto que hubo de crear la diócesis de Simancas para entregársela, siendo designado hacia el año 953 su primer obispo, aunque continuó titulándose obispo de Segovia, y así figura en la donación que otorgó el 6 de diciembre del año 960 a favor de don Gonzalo, obispo de León, de una heredad sobre el río Aratoi. Parece que la heredad que donó fue la villa de San Claudio, en la ribera del mismo río, y que la hizo en honor de la Virgen María, de los apóstoles y mártires, para el sustento de los sucesivos obispos de la diócesis, de los monjes y peregrinos, y recibió a cambio un vaso esculpido y dorado, dos caballos y otros enseres.
Tras la muerte de Ordoño III, continuó en la corte de sus sucesores, y a su propia muerte le sucedió en Simancas el obispo Teodisclo; en la diócesis de Segovia no se conoce sucesor inmediato, y el siguiente obispo es don Munio, en 1071.

| Predecesor: Frunimio de Wamba (927) | Obispo de Segovia c. 940 - c.960  | Sucesor: Munio (1071) |
| Predecesor: (nueva creación)        | Obispo de Simancas c. 953 - c.960 | Sucesor: Teodisclo    |